# Incizie chirurgicală
Acest articol se referă sensul termenului utilizat în chirurgie. Pentru sensul mai larg, vezi Incizie.

Efectuarea unei incizii

Incizia reprezintă o metodă chirurgicală prin care se secționează țesuturile cu scopul de a evacua o colecție patologică sau de a crea o cale de acces spre un organ țintă.
Instrumentarul necesar constă în: bisturiu, foarfece, pensă de hemostază, sondă canelată, tuburi de dren, material moale.

## Principii
Există trei principii care ghidează alegerea inciziei și închiderea plăgii:
- accesibilitate: Incizia trebuie expunerea directă și imediată a organului interesat și trebuie să aigure suficient spațiu pentru a realiza în condiții bune intervenția.
- flexibilitate: Incizia trebuie să permită extensia dacă dificultatea intervenției este mai mare decât s-a anticipat inițial.
- siguranță: Închiderea plăgii trebuie să fie solidă.

La o incizie se respectă cu strictețe următoarele principii:
- cunoașterea în detaliu a anatomiei zonei în care se realizează incizia;
- respectarea regulilor de asepsie și antisepsie;
- asigurarea unei anestezii suficiente pentru un confort chirurgical adecvat;
- plasarea inciziei în zona de maximă fluctuență a unei colecții;
- incizia trebuie să fie suficient de largă pentru a permite o vizualizare corectă;
- traiectul inciziei să evite vase de sânge și nervi;
- incizia se va face paralel cu pliurile de flexie sau chiar pe acestea.

Alegerea inciziei este influențată de:
- organul vizat
- operația anticipată
- tipul constituțional al bolnavului
- obezitate
- urgență
- existența inciziilor anterioare
- experiența și preferințele chirurgului.

## Clasificare
Inciziile se clasifică în trei mari grupe:
- verticale
- transversale (orizontale)
- oblice.

Câteva tipuri de incizii:
- incizii transversale și oblice:
  - incizia Kocher: incizia subcostală în chirurgia biliară;
  - incizia Pfannenstiel: incizie subombilicală în chirurgia ginecologică;
  - incizia McBurney: utilizată apendicectomii;
- incizii toraco-abdominale: se utilizează pentru expunerea ficatului și a joncțiunii esogastrice;
- incizie mediană xifo-ombilicală: în cazul unor traumatisme abdominale;
- incizii pentru abord retroperitonal și extraperitonal: în chirurgia rinichilor, a glandelor suprarenale sau a aortei.

## Erori și complicații
Orice eroare (incizie greșit aleasă, închiderea deficitară, alegerea greșită a materialului de sutură) poate conduce la complicații ca:
- hematom
- infecția plăgii
- granulom pe fir
- cicatrice vicioasă
- dehiscența plăgii și eviscerație.